# Paralaea hypsilopha
Paralaea hypsilopha är en fjärilsart som beskrevs av Turner 1919. Paralaea hypsilopha ingår i släktet Paralaea och familjen mätare. Inga underarter finns listade i Catalogue of Life.